# Megachile veraecrucis
Megachile veraecrucis är en biart som beskrevs av Cockerell 1896. Megachile veraecrucis ingår i släktet tapetserarbin, och familjen buksamlarbin. Inga underarter finns listade i Catalogue of Life.